# Damien Marcq
Damien Marcq (* 8. Dezember 1988 in Boulogne-sur-Mer) ist ein französischer Fußballspieler.

## Vereinskarriere
Marcq wuchs  in der nordfranzösischen Stadt Boulogne-sur-Mer auf und wurde 1995 in die Jugend des lokalen Vereins US Boulogne aufgenommen. Bereits mit 17 Jahren gelang ihm zur Saison 2006/07 der Sprung in die erste Mannschaft, die zu dieser Zeit in der dritten Liga antrat. Marcq verbuchte im Lauf seiner ersten Spielzeit zwölf Ligaeinsätze und an deren Ende den Aufstieg in die zweite Liga. Im Anschluss daran absolvierte er am 3. August 2007 beim 2:2 gegen den AC Ajaccio sein erstes Spiel in der zweithöchsten französischen Spielklasse und damit sein Profidebüt. Zwar stand der damals 18-Jährige in der Partie am zweiten Spieltag nach seiner Einwechselung in der 90. Minute nur kurz auf dem Platz, doch konnte er sich in der Folgezeit trotz seines geringen Alters einen Stammplatz erkämpfen. So zählte er zu den Leistungsträgern der Mannschaft, die 2009 den zweiten Aufstieg in drei Jahren schaffte, der den Sprung in die erste Liga zur Folge hatte. Marcq behielt seinen Stammplatz, konnte den direkten Wiederabstieg jedoch nicht verhindern. 
Nachdem zum Saisonende zuerst Spekulationen aufgekommen waren, wonach Marcq vor einem Wechsel zum RC Lens stand, unterschrieb der Spieler zur Saison 2010/11 beim SM Caen und konnte somit in der ersten Liga verbleiben. Caen zahlte für ihn eine auf drei Millionen Euro geschätzte Ablösesumme. Marcq war, wie zuvor in Boulogne, zunächst als Stammspieler gesetzt, bis er zu Beginn der Spielzeit 2011/12 von Trainer Franck Dumas zum Joker degradiert wurde und im Verlauf der ersten vier Spieltage auf lediglich vierzig Einsatzminuten kam. Dies hatte zur Folge, dass er Ende August 2011 an den Ligakonkurrenten FCO Dijon verliehen wurde. Bei Dijon kam Marcq zumeist ebenso wie in Caen als Reservist zum Einsatz und musste darüber hinaus mit der Mannschaft den Abstieg hinnehmen. Gleich nach seiner Rückkehr zu seinem Verein wurde Marcq im Sommer 2012 an den Zweitligisten CS Sedan ausgeliehen; in Sedan erlebte er als Stammspieler den Abstieg in die Drittklassigkeit.
Nachdem er Sedan 2013 verlassen hatte, wurde die eigentlich geplante Rückkehr zu Caen abgesagt und der Spieler stattdessen an den belgischen Erstligisten Sporting Charleroi abgegeben; über die Höhe einer möglichen Ablösesumme wurde nichts bekannt.
Im Juli 2017 verließ er Charleroi und schloss sich Ligarivale KAA Gent an. Die Ablösesumme belief sich auf 2,5 Millionen Euro. Aber nach nur einer halben Saison wechselte er weiter zum SV Zulte Waregem. In der Saison 2020/21 bestritt Marcq 30 von 34 möglichen Ligaspielen für Zulte Waregem. Nach Ende der Saison wurde er sich mit dem Verein über eine Vertragsverlängerung nicht einig. Anfang Juli 2021 schloss er einen neuen Vertrag mit einer Laufzeit von einem Jahr mit der Option der Verlängerung um ein weiteres Jahr mit dem Aufsteiger in die Division 1A Royale Union Saint-Gilloise ab. Marcq bestritt 31 von 40 möglichen Ligaspielen in dieser Saison für Saint-Gilloise sowie zwei Pokalspiele.
Mitte Juli 2022 kehrte er nach Sporting Charleroi zurück und unterschrieb dort einen Vertrag mit einer Laufzeit von einem Jahr sowie der Option der Verlängerung um ein weiteres Jahr. In der ersten Saison bestritt er 21 von 34 möglichen Ligaspielen für Charleroi, in denen er zwei Tore schoss. In der nächsten Saison waren es 18 von 36 möglichen Ligaspielen.

## Nationalmannschaft
Marcq war Zweitligaakteur bei Boulogne, als er im Juni 2009 in die französische U-21-Auswahl berufen wurde und für diese beim 0:1 gegen Chile am 8. Juni sein Debüt gab. Im Anschluss daran musste er bis ins Jahr 2010 auf weitere Berufungen warten. Sein letztes von insgesamt vier Spielen im Nationaltrikot der U-21 bestritt der Spieler am 7. September 2010 bei einem 2:0 im EM-Qualifikationsspiel gegen Malta.